# John Wilkes

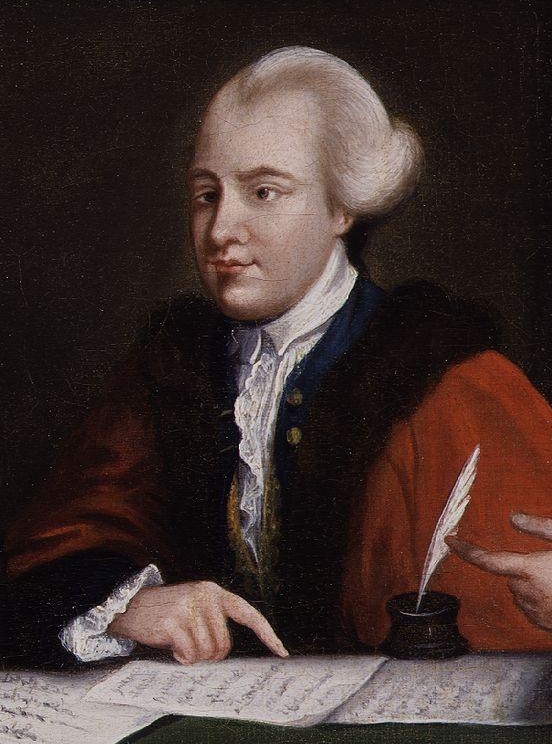
John Wilkes

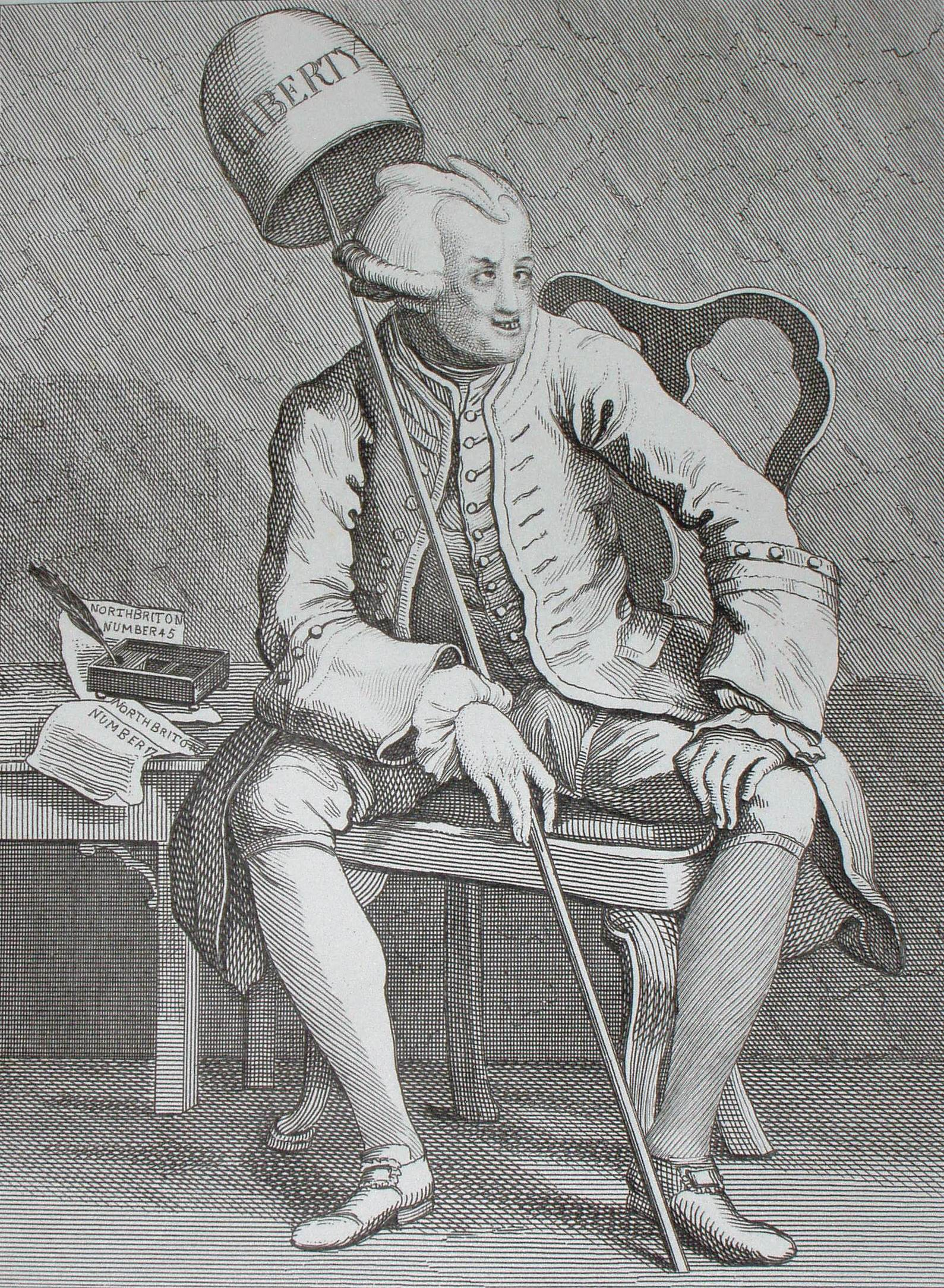
John Wilkes in einem Stich von William Hogarth. Das Schielen Wilkes’ ist deutlich dargestellt

John Wilkes (* 17. Oktober 1727 in London; † 26. Dezember 1797 ebenda) war ein britischer Whig-Politiker, Journalist und Schriftsteller in der Zeit der Aufklärung.

## Leben
John Wilkes war zweites von sechs Kindern des walisischen Schnapsbrenners Israel Wilkes. Seine Ausbildung erfolgte an einer Schule in Hertford, durch Privatlehrer und an der Universität Leiden. Hier begann eine lebenslange Freundschaft mit dem französischen Aufklärer Paul Henri Thiry d’Holbach der zu dieser Zeit ebenfalls in Leiden studierte. Auch mit William Dowdeswell und Charles Townshend (1725–1767) stellte er dort Bekanntschaften her.
1747 heiratete er Mary Meade (1715–1784), deren Mitgift ein Landbesitz in Aylesbury, Buckinghamshire war, der jährlich 700 Pfund Einkommen garantierte. Die beiden hatten eine Tochter, Molly, der John sein Leben lang zutiefst ergeben war. Als Molly im Alter von sechs Jahren an den Pocken erkrankte und Mary sich weigerte, sie zu pflegen, zerrüttete dies die Ehe. 1756 trennte sich Wilkes von seiner Frau, heiratete aber nicht wieder. Er erhielt bei der Scheidung den Besitz und das gemeinsame Kind zugesprochen.
Wilkes erarbeitete sich einen Ruf als Casanova, wahrscheinlich zeugte er auch weitere Kinder. Überliefert ist seine Aussage ‘Give me ten minutes with any woman and I shall have her.’ (deutsch: „Gebt mir 10 Minuten mit irgendeiner Frau und ich werde sie besitzen.“) Notorisch hässlich, besaß Wilkes aber so viel Charme, dass er sagte, er benötige ‘only half an hour to talk away his face’ (deutsch: „nur eine halbe Stunde, um sein Gesicht wegzuargumentieren“), und erklärte, „ein Monat Vorsprung auf seinen Rivalen wegen seines Gesichts“ würde genügen, um in jeder Liebesangelegenheit zu obsiegen.
Er war Mitglied der Knights of St. Francis of Wycombe, auch bekannt als der Hellfire Club, soll aber durch einen Streich dessen Auflösung beschleunigt haben (er brachte einen als Satan verkleideten Affen in den Club und ließ ihn während einer Séance frei, was eine Panik unter den Anwesenden hervorrief).
Wilkes war ebenso bekannt für seine scharfe Zunge. Lord Sandwich, ein Bekannter Wilkes’ und Hellfire-Club-Kollege rief ihm zu:

‘’Pon my soul, Wilkes, I don’t know whether you’ll die upon the gallows or of the pox.’

Wilkes antwortete: ‘That depends, my Lord, whether I first embrace your Lordship’s principles, or your Lordship’s mistresses.’

„‚Meiner Seel’, Wilkes, ich weiß nicht, ob Ihr am Galgen oder an den Pocken enden werdet.‘

Wilkes: ‚Das kommt darauf an, ob ich mir zuerst Euer Lordschafts Prinzipien oder Euer Lordschafts Geliebte zu Eigen mache.‘“

## Politische Karriere
Seit 1756 war Wilkes Whig-Abgeordneter zum britischen Unterhaus für Aylesbury. Einen Unterstützer hatte er in Richard Grenville, 2. Earl Temple (1711–1779), Abgeordneter für Buckinghamshire.
Wilkes war ein Anhänger von William Pitt dem Älteren, Whig-Parlamentssprecher bis 1761. Pitt war mit Hester, der Schwester Grenvilles, verheiratet. Als der Tory John Stuart, 3. Earl of Bute, ein weiteres Mitglied des Hellfire Club, 1762 die Vorherrschaft der Whigs brach und Premierminister wurde, gründete Wilkes ein Wochenmagazin mit dem Ziel, Bute anzugreifen. The North Briton, heimlich finanziert von Earl Temple, kritisierte den Schotten Bute mit allen Mitteln. Man warf ihm vor, Schotte zu sein, eine Affäre mit Augusta von Sachsen-Gotha, der Mutter des Königs, zu haben, vor allem jedoch verantwortlich für den Frieden von Paris zu sein. 1763 trat Lord Bute zurück, Wilkes war jedoch mit seinem Nachfolger George Grenville, dem Bruder Earl Temples, genauso unzufrieden.

## DieNorth-Briton-Affäre
Am 23. April 1763 erschien die 45. Ausgabe des North Briton, in der die Rede des Königs zur Parlamentseröffnung scharf kritisiert und als Lüge bezeichnet wurde. George III. empfand den Artikel, der Lord Bute stellvertretend für den König attackierte, als Verrat. Am 30. April wurden Blankohaftbefehle wegen Verleumdung für Wilkes und die Herausgeber der Zeitung ausgestellt, fast 50 Personen wurden verhaftet. Wilkes selbst wurde aus dem House of Commons gewiesen und kurz darauf verhaftet. Der Lord Chief Justice ließ ihn allerdings nach einer Woche Haft im Tower frei, weil ein Parlamentsmitglied bei Vorwürfen der Verleumdung Immunität genoss. Er protestierte gegen die Blanko-Haftbefehle, und konnte, mit beträchtlicher öffentlicher Unterstützung, deren Verfassungswidrigkeit vor Gericht belegen. Er durfte seinen Parlamentssitz wieder einnehmen, worauf er umgehend versuchte, die Personen, die ihn verhaftet hatten, wegen Hausfriedensbruch zu verklagen.

## Inhaftierung und Flucht
Am 17. November 1763 duellierte er sich mit dem Tory-Abgeordneten Samuel Martin, der ihm einen Bauchschuss beibrachte. Er war wieder in Gefahr, verhaftet zu werden, weil das Unterhaus beschlossen hatte, dass er zwar nicht wegen Verleumdung verhaftet werden konnte, sich diese Immunität aber nicht auf die Publikation von scandalous, obscene and impious libel (skandalöser, obszöner und pietätloser Verleumdung) erstreckte. Freunde halfen Wilkes, nach Paris zu fliehen, um der drohenden Verhaftung zu entgehen. Er konnte der Parlamentseröffnung nicht beiwohnen und damit auch seinen Sitz nicht einnehmen. Am 19. Januar 1764 wurde er in absentia vom Parlament wegen staatsgefährdender und öbszöner Verleumdung verurteilt und für vogelfrei erklärt.

## Rückkehr nach Großbritannien
1768 kehrte Wilkes nach Großbritannien zurück, blieb zunächst von staatlicher Verfolgung verschont und konnte sich in London wiederum als Parlamentskandidat aufstellen lassen. Sein Wahlprogramm stand im Gegensatz zu dem der Regierung; er verfehlte aber in London eine Mehrheit. Kurz darauf wurde er in Middlesex gewählt und sollte in das Unterhaus einziehen. Er wurde jedoch vorher verhaftet und ins Gefängnis King’s Bench gebracht.

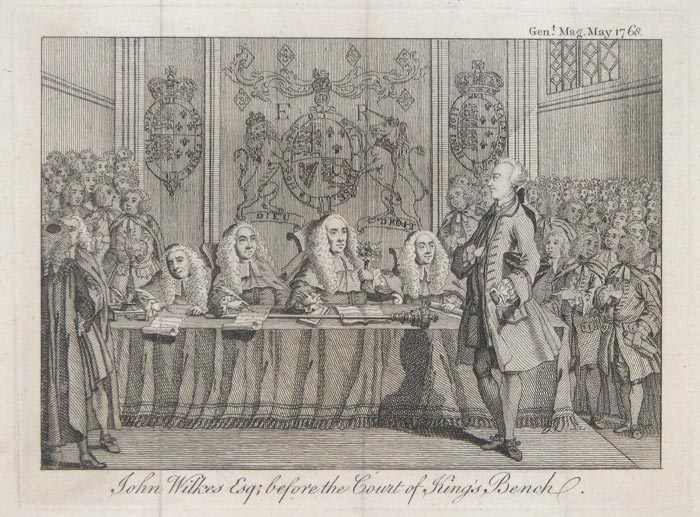
John Wilkes Esq vor dem Court of King’s Bench, Stich aus The Gentleman’s Magazine Mai 1768

Es gab Demonstrationen von bis zu 15.000 Menschen vor dem Gefängnis; Schlachtrufe waren: Wilkes and Liberty (Wilkes und die Freiheit), No Liberty, No King (Keine Freiheit, kein König) und Damn the King! Damn the Government! Damn the Justices! (verdammt seien König, Regierung und Richter). Die Regierung setzte Truppen gegen die Protestierenden ein. Bei dem sogenannten Massaker von St. George’s Field kamen sieben Menschen durch Schussverletzungen zu Tode.
Wilkes verzichtete auf seine parlamentarische Immunität und wurde zu zwei Jahren Haft und 1000 Pfund Strafe verurteilt. Am 10. Mai 1768 wurde er inhaftiert, was wieder Massendemonstrationen in London auslöste. Wilkes wartete vergeblich darauf, begnadigt zu werden. Im Februar 1769 wurde er aus dem Parlament ausgeschlossen, aber schon im selben Monat wiedergewählt, im März wiederholte sich das gleiche. Im April wurde er ein weiteres Mal aus dem Unterhaus entfernt. Dieses Mal erklärte das Gremium den König zum Sieger und Wilkes musste ins Gefängnis.

## Spätwerk

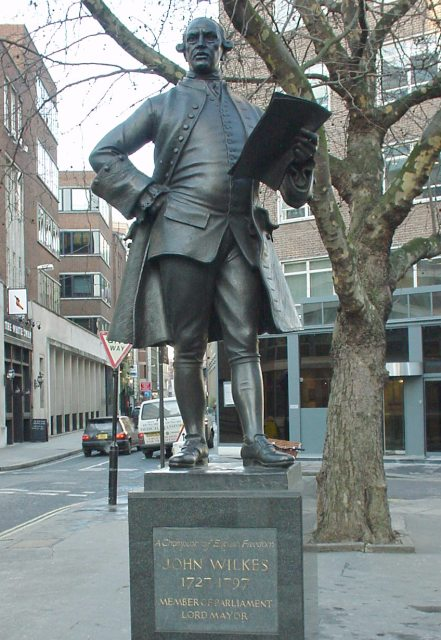
John Wilkes in Fetter Lane, London. Skulptur von James Walter Butler

1769 ließ sich Wilkes schließlich mit Unterstützung der Supporters of the Bill of Rights (Unterstützer der Bill of Rights) zum Alderman (Beigeordneter) in London wählen. Im April 1770 wurde er aus der Haft entlassen. Ein Jahr später schloss sich der Aufklärer der Kampagne für Pressefreiheit an. Mehrere Londoner Zeitungen druckten trotz Verbots Berichte über Sitzungen des Unterhauses, zwei Verleger wurden auf Anweisung der Regierung inhaftiert, jedoch nach weiteren Protestaktionen rund um die Houses of Parliament wieder freigelassen.
Schlussendlich ließ sich das Unterhaus überzeugen, Wilkes seinen Sitz einnehmen zu lassen. Er setzte sich als Abgeordneter weiter für Reformen ein, etwa die Umverteilung von Parlamentssitzen von sehr kleinen Wahlkreisen (rotten boroughs) auf die wachsenden Industriestädte Manchester, Birmingham, Leeds und Sheffield. 1774 wurde Wilkes zum Bürgermeister Londons gewählt.
Wilkes war bis zur Wahl von 1790 der Abgeordnete für Middlesex, nach der verlorenen Wahl setzte er sich zur Ruhe. 1797 starb er im Haus seiner Tochter und wurde in der Grosvenor Chapel in der South Audley Street in London begraben. Seine Grabinschrift lautet „John Wilkes: a Friend to Liberty“ (John Wilkes, ein Freund der Freiheit).

## Ehrungen
Nach ihm sind Wilkes County in Georgia und Wilkes County in North Carolina benannt.